# کریستوفر جاکت
کریستوفر جاکت (به انگلیسی: Christopher Jacot) (زاده ۳۰ ژوئن ۱۹۷۹) بازیگر و صداپیشه کانادایی است.

## اوایل زندگی
کریستوفر جاکت در تورنتو، انتاریو، کانادا متولد شد و در دوران دبیرستان و تحصیل در مدرسه ارل هایگ، در برنامه کلود واتسون برای تئاتر، با بازیگرانی مانند سارا پلی و لانی بیلارد همکاری کرد.

## آثار
| سال  | عنوان                                         | نقش            | یادداشت        |
| ---- | --------------------------------------------- | -------------- | -------------- |
| ۲۰۰۱ | تمومش کن                                      | پیتر وونگ      | فیلم           |
| ۲۰۰۱ | جست‌وجوی اسطوره‌ها                              | الکس بلوز      | سریال          |
| ۲۰۰۲ | جت جکسون مشهور                                | بکستر شاو      | ۲ قسمت         |
| ۲۰۰۲ | شکارچی حرفه‌ای                                 | بلیک           | ۱ قسمت         |
| ۲۰۰۴ | با فاصله                                      | نیک            | فیلم           |
| ۲۰۰۴ | دگراسی: نسل بعدی                              | مت اولاندر     | ۶ قسمت         |
| ۲۰۰۵ | برپاخیزان جهنم: دنیای جهنمی                   | جیک            | فیلم           |
| ۲۰۰۵ | ماجراهای مرداک                                | جان مردیث راسل | ۲ قسمت         |
| ۲۰۰۶ | ناوبر فضایی گالاکتیکا (مجموعه تلویزیونی ۲۰۰۹) | برنت بکسون     | ۱ قسمت         |
| ۲۰۰۶ | شاگرد مرلین                                   | گراهام         | مینی سریال     |
| ۲۰۰۶ | سوپرنچرال                                     | نیل            | ۱ قسمت         |
| ۲۰۰۷ | نبرد در سیاتل                                 | مایکل          | فیلم           |
| ۲۰۰۷ | اسمالویل                                      | بن مایرز       | ۱ قسمت         |
| ۲۰۰۷ | غیب‌گو                                         | نیک            | ۱ قسمت         |
| ۲۰۰۸ | نظریه آشوب                                    | ساقدوش         | فیلم           |
| ۲۰۰۹ | تماشایی!                                      | استاوروس       | فیلم تلویزیونی |
| ۲۰۰۹ | بیا در عروسی من و برقص                        | زاک کالاهان    | فیلم تلویزیونی |
| ۲۰۰۹ | قاتل مو                                       | بیو رادفورد    | فیلم تلویزیونی |
| ۲۰۱۱ | یقه سفید                                      | تدی امرزس      | ۱ قسمت         |
| ۲۰۱۱ | سی‌اس‌آی: نیویورک                               | هاروین گریتی   | ۱ قسمت         |
| ۲۰۱۲ | مأمور انتقال                                  | ایون           | ۱ قسمت         |
| ۲۰۱۳ | آرزوهای بزرگ                                  | توپر (صدا)     | ۵ قسمت         |
| ۲۰۱۳ | نیکیتا                                        | نانوا          | ۱ قسمت         |
| ۲۰۱۴ | آلیا: شاهدخت آر اند بی                        | رایان نیکولز   | فیلم تلویزیونی |
| ۲۰۱۵ | اتاق انتظار                                   | درک            | فیلم           |
| ۲۰۱۶ | حکومت                                         | قصاب           | ۱ قسمت         |
| ۲۰۱۶ | دگردیسی                                       | برندن          | ۱ قسمت         |
| ۲۰۱۷ | نجات امید                                     | جاناتان        | ۶ قسمت         |
| ۲۰۱۸ | مخاطبان صندلی‌ها                               |                | فیلم           |

### بازی‌های ویدیویی
| سال  | عنوان          | نقش       |
| ---- | -------------- | --------- |
| ۲۰۱۴ | سگ‌های نگهبان   | موریس وگا |
| ۲۰۱۶ | سگ‌های نگهبان ۲ | دوزان نمک |